# Nurdaulet Zhumagali
Nurdaulet Zhumagali (28 de enero de 1999) es un deportista kazajo que compite en natación adaptada. Ganó dos medallas en los Juegos Paralímpicos de Verano, bronce en Tokio 2020 y plata en París 2024.

## Palmarés internacional
| Juegos Paralímpicos | Juegos Paralímpicos | Juegos Paralímpicos | Juegos Paralímpicos |
| Año                 | Lugar               | Medalla             | Prueba              |
| ------------------- | ------------------- | ------------------- | ------------------- |
| 2020                | Tokio (Japón)       | Medalla de bronce   | 100 m braza SB13    |
| 2024                | París (Francia)     | Medalla de plata    | 100 m braza SB13    |